# Out of the Past
Out of the Past (Retorno al pasado, Traidora y mortal o La mujer de mi pasado) es una película de cine negro estadounidense de 1947 dirigida por Jacques Tourneur . La traducción literal de su título es "Desde el pasado".

## Argumento
Un detective retirado regenta con el falso nombre de Jeff Bailey una gasolinera en un pequeño pueblo, donde lleva una vida tranquila y sencilla. Sus amores son la pesca y una jovencita con la que quiere casarse. Inesperadamente, recibe la visita de un viejo conocido que le anuncia que Whit Sterling, un jefe del hampa, quiere verlo. Entonces Bailey se ve obligado a explicarle a su novia su turbio pasado en un largo flash-back: fue contratado por Whit Sterling para buscar a su amante, Kathie Moffett, que se había escapado con una sustanciosa suma de dinero, 40.000 dólares; consiguió encontrarla en Acapulco, pero como se enamoró de ella ambos decidieron huir de Sterling e ir a vivir a San Francisco. Sin embargo la mujer volvió a huir abandonándolo tras dar muerte a un antiguo socio de Bailey que había descubierto su paradero. Concluye el flash-back y, después de tanto tiempo, Bailey la reencuentra de nuevo en brazos de Sterling y comienza a sospechar que lo que éste pretende es vengarse de él por haberlo traicionado.

## Reparto
- Robert Mitchum: Jeff Bailey
- Jane Greer: Kathie Moffat
- Kirk Douglas: Whit Sterling
- Rhonda Fleming: Meta Carson
- Virginia Huston: Ann Miller
- Richard Webb: Jim
- Steve Brodie: Jack Fisher
- Paul Valentine: Joe Stefanos
- Dickie Moore: Chico sordomudo
- Ken Niles: Leonard Eels

## Recepción
Out of the Past es considerada una de las mejores películas de cine negro. Robert Ottoson aclamó la película como «el non plus ultra del cine negro de los años cuarenta». Bosley Crowther, el crítico de cine de The New York Times en 1947, elogió la dirección y las actuaciones del drama criminal, aunque encontró difícil seguir la última parte del guion:

...it's very snappy and quite intriguingly played by a cast that has been well and smartly directed by Jacques Tourneur. Robert Mitchum is magnificently cheeky and self-assured as the tangled 'private eye,' consuming an astronomical number of cigarettes in displaying his nonchalance. And Jane Greer is very sleek as his Delilah, Kirk Douglas is crisp as a big crook and Richard Webb, Virginia Huston, Rhonda Fleming and Dickie Moore are picturesque in other roles. If only we had some way of knowing what's going on in the last half of this film, we might get more pleasure from it. As it is, the challenge is worth a try.

...es muy ágil y bastante intrigante interpretada por un reparto que ha sido bien e inteligentemente dirigido por Jacques Tourneur. Robert Mitchum es magníficamente descarado y seguro de sí mismo como el enredado 'detective privado', y consume una cantidad astronómica de cigarrillos para mostrar su indiferencia. Y Jane Greer es muy elegante como su Dalila, Kirk Douglas es nítido como un gran delincuente y Richard Webb, Virginia Huston, Rhonda Fleming y Dickie Moore son pintorescos en otros papeles. Si tan solo tuviéramos alguna forma de saber qué sucede en la última mitad de esta película, podríamos disfrutarla más. Tal como están las cosas, vale la pena intentar el desafío.

Poco después del estreno de la película, los empleados de la muy leída publicación especializada Variety también la valoraron positivamente:

 Out of the Past is a hardboiled melodrama [from the novel by Geoffrey Homes] strong on characterization. Direction by Jacques Tourneur pays close attention to mood development, achieving realistic flavor that is further emphasized by real life settings and topnotch lensing by Nicholas Musuraca...Mitchum gives a very strong account of himself. Jane Greer as the baby-faced, charming killer is another lending potent interest. Kirk Douglas, the gangster, is believable and Paul Valentine makes his role of henchman stand out. Rhonda Fleming is in briefly but effectively.
Out of the Past es un melodrama hardboiled [de la novela de Geoffrey Homes] fuerte en caracterización. La dirección de Jacques Tourneur presta mucha atención al desarrollo del estado de ánimo, logrando un sabor realista que se enfatiza aún más con los escenarios de la vida real y la lente de primer nivel de Nicholas Musuraca... Mitchum ofrece una descripción muy sólida de sí mismo. Jane Greer como la encantadora asesina con cara de bebé es otro potente interés. Kirk Douglas, el gánster, es creíble y Paul Valentine hace que su papel de secuaz destaque. Rhonda Fleming interviene breve pero eficazmente.

Décadas más tarde, en su evaluación de la película de 2004 para el Chicago Sun-Times, el crítico Roger Ebert señaló:

 Out of the Past is one of the greatest of all film noirs, the story of a man who tries to break with his past and his weakness and start over again in a town, with a new job and a new girl. The film stars Robert Mitchum, whose weary eyes and laconic voice, whose very presence as a violent man wrapped in indifference, made him an archetypal noir actor. The story opens before we've even seen him, as trouble comes to town looking for him. A man from his past has seen him pumping gas, and now his old life reaches out and pulls him back.
Out of the Past es una de las mejores películas de cine negro, la historia de un hombre que intenta romper con su pasado y sus debilidades y empezar de nuevo en un pueblo, con un nuevo trabajo y una nueva chica. La película está protagonizada por Robert Mitchum, cuyos ojos cansados y voz lacónica, cuya sola presencia como hombre violento envuelto en indiferencia, lo convirtieron en un actor de cine negro arquetípico. La historia comienza incluso antes de que lo hayamos visto, cuando los problemas llegan a la ciudad buscándolo. Un hombre de su pasado lo ha visto cargando gasolina, y ahora su antigua vida se acerca y lo trae de vuelta hacia atrás.

En cuanto a la cinematografía elegante y temperamental de la producción, Ebert también calificó la película como «la mejor película sobre fumadores de cigarrillos de todos los tiempos»:

...The trick, as demonstrated by Jacques Tourneur and his cameraman, Nicholas Musuraca, is to throw a lot of light into the empty space where the characters are going to exhale. When they do, they produce great white clouds of smoke, which express their moods, their personalities and their energy levels. There were guns in Out of the Past, but the real hostility came when Robert Mitchum and Kirk Douglas smoked at each other.
...El truco, como lo demostraron Jacques Tourneur y su camarógrafo, Nicholas Musuraca, consiste en arrojar mucha luz en el espacio vacío donde los personajes van a exhalar. Cuando lo hacen, producen grandes nubes de humo blanco, que expresan sus estados de ánimo, sus personalidades y sus niveles de energía. Había armas en Out of the Past, pero la verdadera hostilidad se produjo cuando Robert Mitchum y Kirk Douglas fumaban el uno hacia el otro.

La película tiene una puntuación del 93% en el sitio web de agregación de reseñas Rotten Tomatoes, con una calificación promedio de 9/10, basada en 40 reseñas.

## Adaptaciones
Out of the Past se rehizo como Against All Odds (1984) con Rachel Ward en el papel de Greer, Jeff Bridges reemplazando a Mitchum y James Woods como una variación del villano de Kirk Douglas, con Jane Greer como la madre de su personaje original en Out of the Past y Richard Widmark en un papel secundario.